# Гайчжоу
Гайчжоу (кит. спр. 盖州市, піньїнь: Gàizhōu Shì) — місто-повіт на півдні провінції Ляонін, складова міста Їнкоу.

## Географія
Гайчжоу лежить на висоті близько 11 метрів над рівнем моря на південь від дельти річки Ляохе.

### Клімат
Місто знаходиться у зоні, котра характеризується вологим континентальним кліматом зі спекотним літом. Найтепліший місяць — липень із середньою температурою 25,1 °C. Найхолодніший місяць — січень, із середньою температурою -8 °С.
| Клімат Гайчжоу          | Клімат Гайчжоу | Клімат Гайчжоу | Клімат Гайчжоу | Клімат Гайчжоу | Клімат Гайчжоу | Клімат Гайчжоу | Клімат Гайчжоу | Клімат Гайчжоу | Клімат Гайчжоу | Клімат Гайчжоу | Клімат Гайчжоу | Клімат Гайчжоу | Клімат Гайчжоу |
| Показник                | Січ.           | Лют.           | Бер.           | Квіт.          | Трав.          | Черв.          | Лип.           | Серп.          | Вер.           | Жовт.          | Лист.          | Груд.          | Рік            |
| Середній максимум, °C   | −2,7           | 1,1            | 7,8            | 16,8           | 23,1           | 27,2           | 29,1           | 28,8           | 24,6           | 17,2           | 7,6            | 0,3            | 15,1           |
| Середня температура, °C | −8             | −4,1           | 2,8            | 11,6           | 17,9           | 22,5           | 25,1           | 24,5           | 19,3           | 11,7           | 2,4            | −4,8           | 10,1           |
| Середній мінімум, °C    | −12,5          | −8,5           | −1,8           | 6,4            | 12,8           | 17,9           | 21,4           | 20,5           | 14,3           | 6,7            | −2,1           | −9,1           | 5,5            |
| Норма опадів, мм        | 4.5            | 6.5            | 13.4           | 31.7           | 50.9           | 70.8           | 142.9          | 155            | 54.5           | 34.7           | 15.4           | 7.8            | 588.1          |
| Вологість повітря, %    | 58             | 54             | 52             | 50             | 55             | 66             | 77             | 78             | 70             | 64             | 60             | 59             | 61.9           |
| ----------------------- | -------------- | -------------- | -------------- | -------------- | -------------- | -------------- | -------------- | -------------- | -------------- | -------------- | -------------- | -------------- | -------------- |
| Джерело: data.cma.cn    |                |                |                |                |                |                |                |                |                |                |                |                |                |